# Broyes (Marne)
Pour la commune de l'Oise, voir Broyes (Oise). Pour l'homophonie, voir Broye.
Broyes est une commune française, située dans le département de la Marne en région Grand Est.

## Géographie
Broyes est un petit village situé en hauteur dans une région plutôt ventée. Cette commune se situe à 4,7 kilomètres de Sézanne. Parmi les hameaux voisins les plus proches, se trouvent entre autres Péas, Lachy, Allemant, Mondement-Montgivroux.
En plus d'être situé en hauteur, Broyes se situe sur un sol calcaire ce qui permet de cultiver des vignes dans un endroit favorable.
| La Villeneuve-lès-Charleville | Mondement-Montgivroux | Reuves             |
| Lachy                         | Broyes                | Allemant           |
| Sézanne                       | Péas                  | Saint-Loup (Marne) |

### Hydrographie

#### Réseau hydrographique
La commune est dans la région hydrographique « la Seine de sa source au confluent de l'Oise (exclu) » au sein du bassin Seine-Normandie. Elle est drainée par le cours d'eau 01 de Franc-Essarts, le cours d'eau 01 des Tournées des Prés aux Boeufs, le Fossé 01 de la Huchette et le Fossé 01 de l'Étang Verdey,.

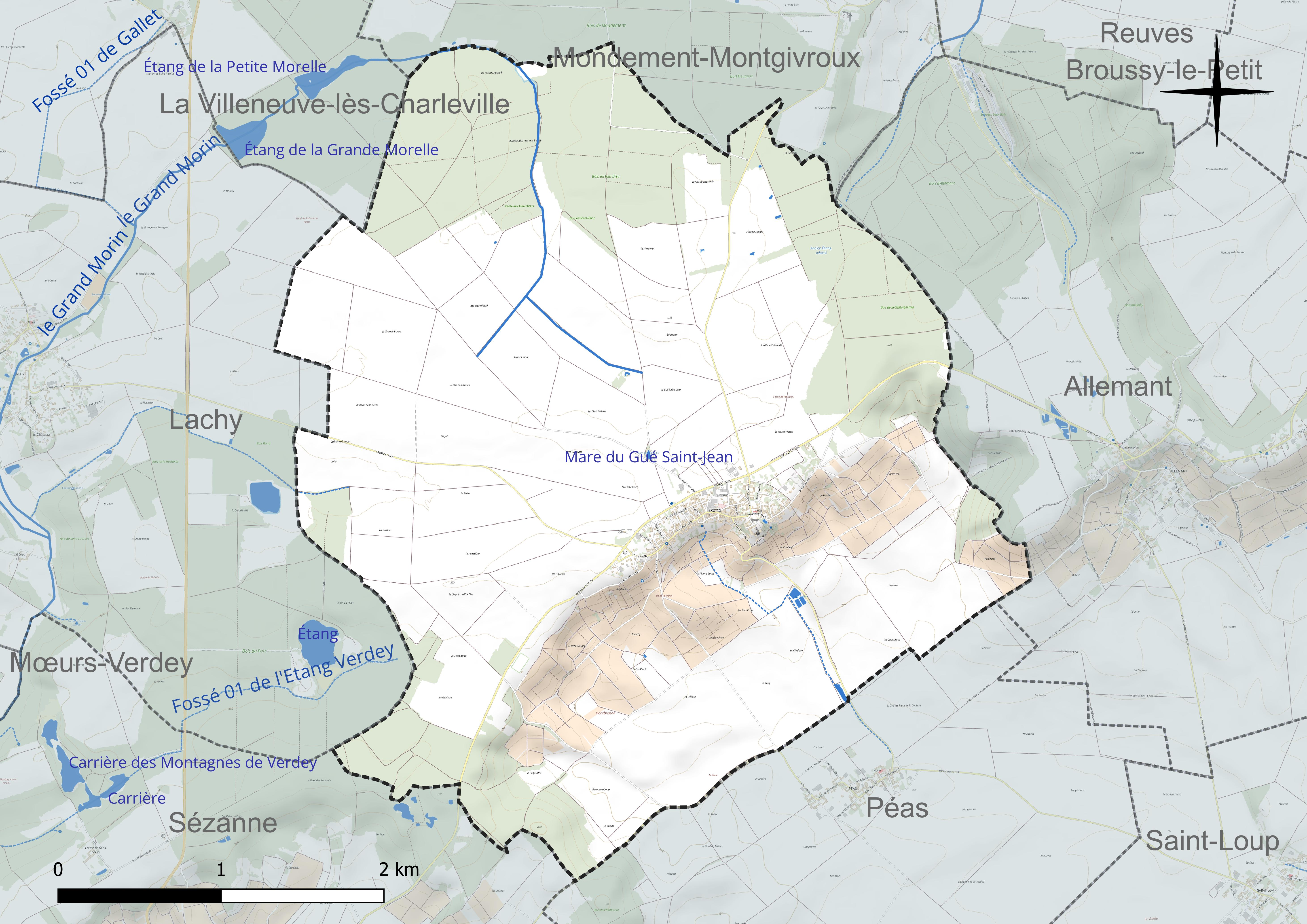
Réseau hydrographique de Broyes.

Un plan d'eau complète le réseau hydrographique : la mare du Gué Saint-Jean (0,1 ha),.

#### Gestion et qualité des eaux
Le territoire communal est couvert par le schéma d'aménagement et de gestion des eaux (SAGE) « Petit et Grand Morin ». Ce document de planification concerne le territoire des bassins versants du Petit Morin (630 km2) et du Grand Morin (1 185 km2) et se répartit sur trois départements (la Marne, l'Aisne et la Seine-et-Marne). Il a été approuvé le 21 octobre 2016. La structure porteuse de l'élaboration et de la mise en œuvre est le Syndicat mixte d'aménagement et de gestion des eaux (SMAGE) - EPAGE. 
La qualité des cours d’eau peut être consultée sur un site dédié géré par les agences de l’eau et l’Agence française pour la biodiversité. 

### Climat
Pour des articles plus généraux, voir Climat du Grand Est et Climat de la Marne.
En 2010, le climat de la commune est de type climat océanique dégradé des plaines du Centre et du Nord, selon une étude du Centre national de la recherche scientifique s'appuyant sur une série de données couvrant la période 1971-2000. En 2020, Météo-France publie une typologie des climats de la France métropolitaine dans laquelle la commune est exposée à un climat océanique altéré et est dans la région climatique  Nord-est du bassin Parisien, caractérisée par un ensoleillement médiocre, une pluviométrie moyenne régulièrement répartie au cours de l’année et un hiver froid (3 °C). 
Pour la période 1971-2000, la température annuelle moyenne est de 10,7 °C, avec une amplitude thermique annuelle de 15,6 °C. Le cumul annuel moyen de précipitations est de 804 mm, avec 12,4 jours de précipitations en janvier et 8,2 jours en juillet. Pour la période 1991-2020, la température moyenne annuelle observée sur la station météorologique de Météo-France la plus proche, « Esternay-Man », sur la commune d'Esternay à 15 km à vol d'oiseau, est de 10,9 °C et le cumul annuel moyen de précipitations est de 780,5 mm. 
La température maximale relevée sur cette station est de 42,5 °C, atteinte le 25 juillet 2019 ; la température minimale est de −25 °C, atteinte le 14 février 1956,,. 
Les paramètres climatiques de la commune ont été estimés pour le milieu du siècle (2041-2070) selon différents scénarios d'émission de gaz à effet de serre à partir des nouvelles projections climatiques de référence DRIAS-2020. Ils sont consultables sur un site dédié publié par Météo-France en novembre 2022.

## Urbanisme

### Typologie
Au 1er janvier 2024, Broyes est catégorisée commune rurale à habitat dispersé, selon la nouvelle grille communale de densité à sept niveaux définie par l'Insee en 2022.
Elle est située hors unité urbaine. Par ailleurs la commune fait partie de l'aire d'attraction de Sézanne, dont elle est une commune de la couronne,. Cette aire, qui regroupe 37 communes, est catégorisée dans les aires de moins de 50 000 habitants,.

### Occupation des sols
L'occupation des sols de la commune, telle qu'elle ressort de la base de données européenne d’occupation biophysique des sols Corine Land Cover (CLC), est marquée par l'importance des territoires agricoles (70,6 % en 2018), une proportion sensiblement équivalente à celle de 1990 (70,7 %). La répartition détaillée en 2018 est la suivante : 
terres arables (60,1 %), forêts (26,4 %), cultures permanentes (10,4 %), zones urbanisées (3 %), milieux à végétation arbustive et/ou herbacée (0,1 %). L'évolution de l’occupation des sols de la commune et de ses infrastructures peut être observée sur les différentes représentations cartographiques du territoire : la carte de Cassini (XVIIIe siècle), la carte d'état-major (1820-1866) et les cartes ou photos aériennes de l'IGN pour la période actuelle (1950 à aujourd'hui).

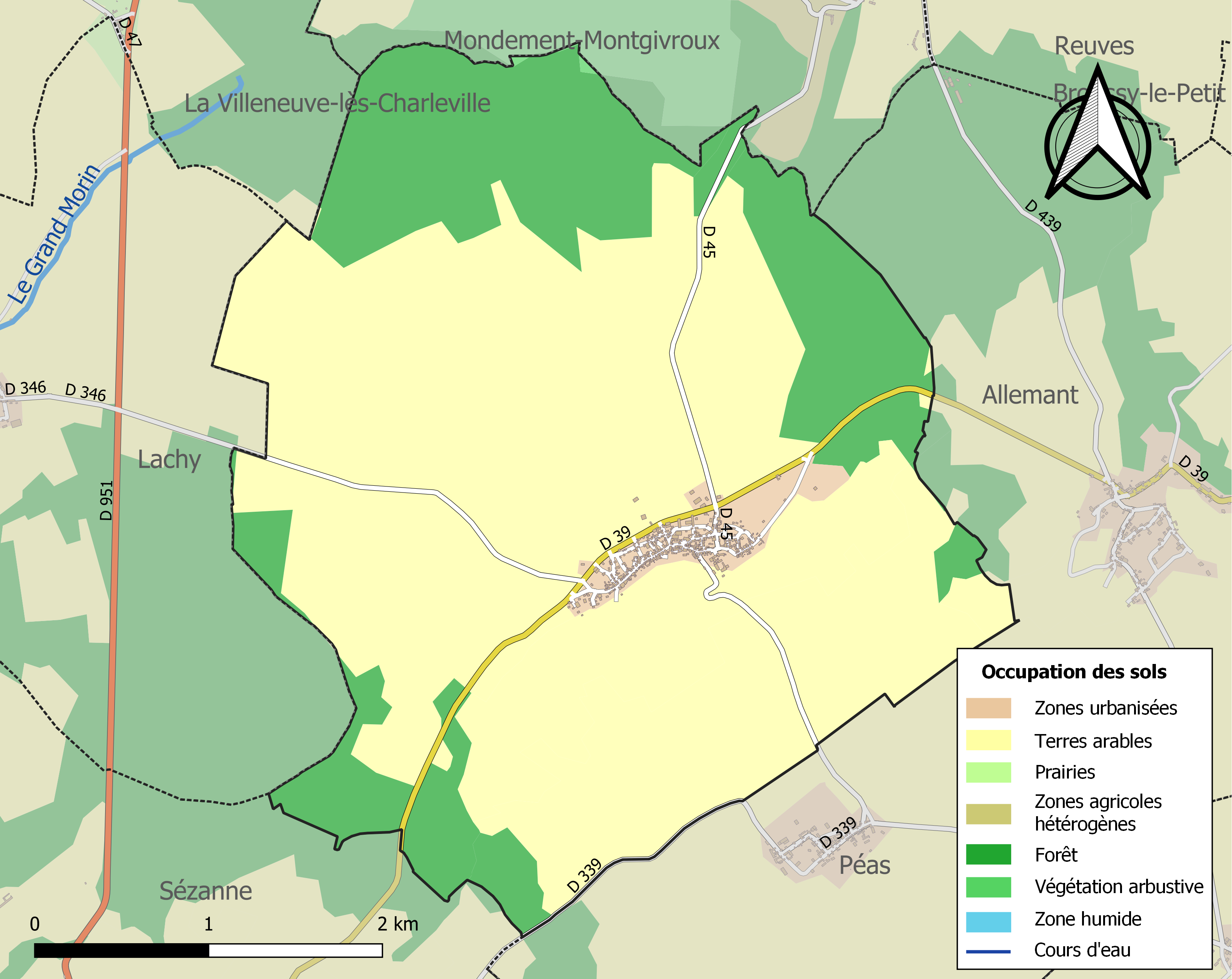
Carte des infrastructures et de l'occupation des sols de la commune en 2018 (CLC).

## Toponymie
Cité comme Brias en 813.
Dérivé du gaulois Briga, hauteur, forteresse.

## Histoire
Les Gaulois ont utilisé les filons ferrugineux du territoire.
En 1580 les troupes protestantes brûlèrent le village le château et l'église. Au XVIIe siècle, le bourg de Broyes, près de Sézanne dans le sud-ouest marnais, est une baronnie tenue par la famille Barbin qui l'a acquise à la fin du XVIe siècle. Sa situation, au sommet d'un plateau calcaire, a favorisé sa défense et son développement. À cette époque, on y comptait deux églises (Saint-Blier, la collégiale, Saint-Martin, l'église paroissiale). Le château dit « des Pucelles » disposait d'une chapelle (Notre-Dame). La cité était plutôt prospère et, après 1793, le canton de Broyes exista pendant quelques années. La commune comptait de nombreux vignerons et tous les métiers liés à la culture de la vigne et plus généralement de la terre. Un notaire exerçait au bourg qui s'est développé jusqu'au milieu du XIXe siècle. Le 27 février 1834 la foudre provoque un incendie qui a brûlé l'église et vingt-neuf maisons du village.
Il s'est étiolé ensuite pour arriver au village actuel. La crise du phylloxéra qui a ravagé les vignobles régionaux en est probablement l'origine. Toute culture de vignes avait disparu jusqu'à l'arrivée de ceps résistants. Depuis, Broyes est de nouveau un village viticole et bénéficie de l'appellation « champagne ».
Après la Seconde Guerre mondiale, une entreprise laitière s'y est développée pendant un temps sans toutefois que cela lui permette de connaître un nouvel essor. La proximité de Sézanne, qui a connu une croissance industrielle importante jusque dans les années 1970, a participé à faire perdre aussi à ce bourg le large éventail de métiers qui y étaient représentés.

## Politique et administration
| Période                                  | Période    | Identité            | Étiquette | Qualité                        |
| ---------------------------------------- | ---------- | ------------------- | --------- | ------------------------------ |
| Les données manquantes sont à compléter. |            |                     |           |                                |
| avant 1877                               | après 1879 | Moniot              |           |                                |
| 1995                                     | 2008       | Gérard Vinot        |           |                                |
| 2008                                     | 2020       | Jean-Pierre Cassier |           | Réélu pour le mandat 2014-2020 |
| 2020                                     | En cours   | Isabelle Corbières  |           |                                |

## Démographie
L'évolution du nombre d'habitants est connue à travers les recensements de la population effectués dans la commune depuis 1793. Pour les communes de moins de 10 000 habitants, une enquête de recensement portant sur toute la population est réalisée tous les cinq ans, les populations de référence des années intermédiaires étant quant à elles estimées par interpolation ou extrapolation. Pour la commune, le premier recensement exhaustif entrant dans le cadre du nouveau dispositif a été réalisé en 2006.

En 2022, la commune comptait 341 habitants, en évolution de −5,8 % par rapport à 2016 (Marne : −1,19 %, France hors Mayotte : +2,11 %).
| 1793 | 1800 | 1806 | 1821 | 1831 | 1836 | 1841 | 1846 | 1851 |
| ---- | ---- | ---- | ---- | ---- | ---- | ---- | ---- | ---- |
| 672  | 752  | 785  | 758  | 820  | 865  | 872  | 892  | 884  |

| 1856 | 1861 | 1866 | 1872 | 1876 | 1881 | 1886 | 1891 | 1896 |
| ---- | ---- | ---- | ---- | ---- | ---- | ---- | ---- | ---- |
| 859  | 856  | 806  | 747  | 726  | 687  | 658  | 667  | 624  |

| 1901 | 1906 | 1911 | 1921 | 1926 | 1931 | 1936 | 1946 | 1954 |
| ---- | ---- | ---- | ---- | ---- | ---- | ---- | ---- | ---- |
| 616  | 633  | 592  | 532  | 526  | 517  | 502  | 538  | 577  |

| 1962 | 1968 | 1975 | 1982 | 1990 | 1999 | 2006 | 2011 | 2016 |
| ---- | ---- | ---- | ---- | ---- | ---- | ---- | ---- | ---- |
| 504  | 487  | 454  | 463  | 436  | 374  | 385  | 362  | 362  |

| 2021 | 2022 | - | - | - | - | - | - | - |
| ---- | ---- | - | - | - | - | - | - | - |
| 346  | 341  | - | - | - | - | - | - | - |

## Culture locale et patrimoine

### Lieux et monuments
On peut voir dans le village de Broyes : 
- l'église Saint-Martin de Broyes, deux pressoirs, un monument aux morts et une ancienne briqueterie classés, une école maternelle, la mairie, un grand lavoir abreuvoir. Ce village est désormais très peu actif.
- Le château de la baronnie de Broyes, a été transformé en ferme. Il reste très peu d'éléments visibles.

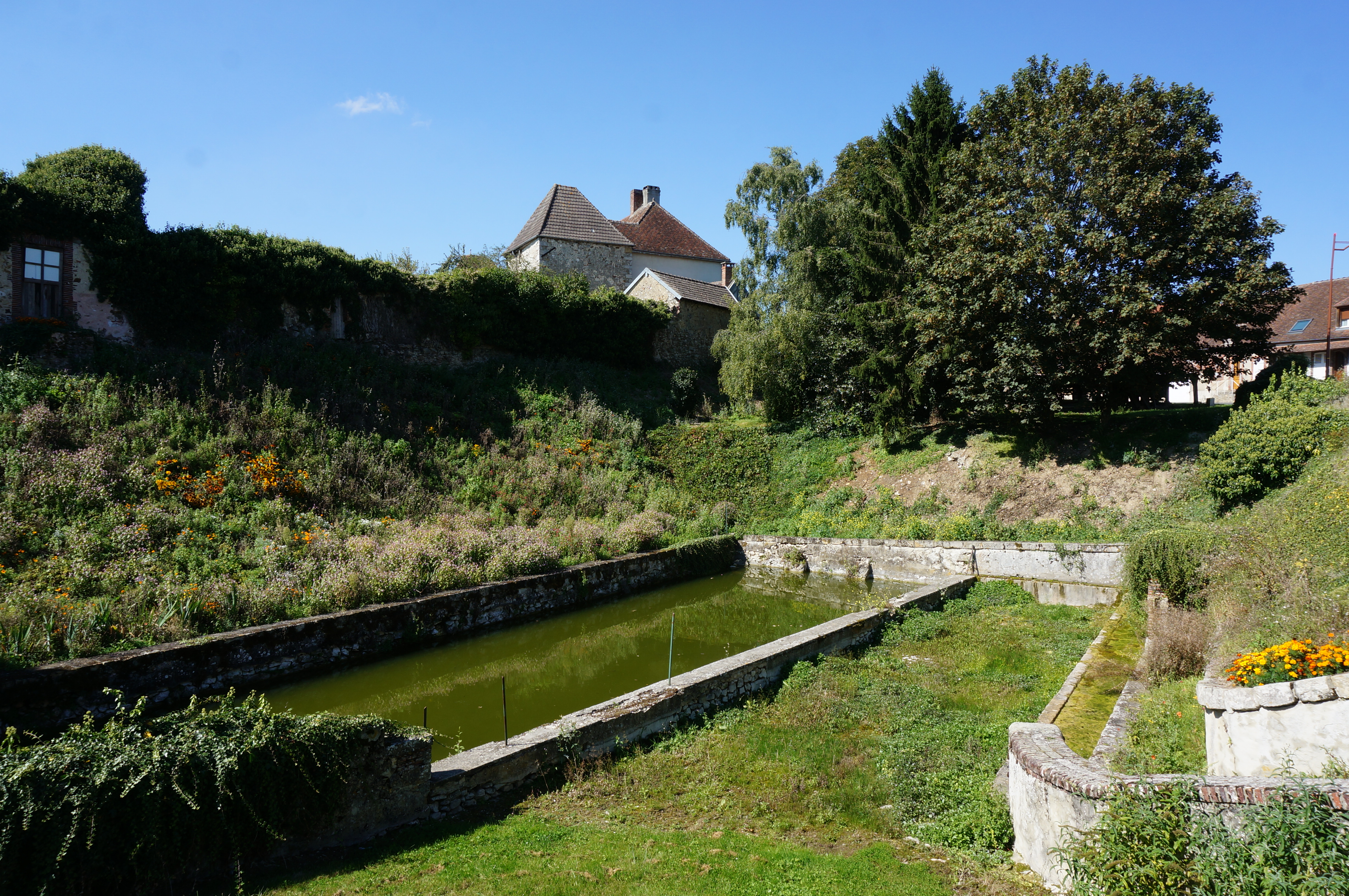
Le lavoir derrière la mairie.
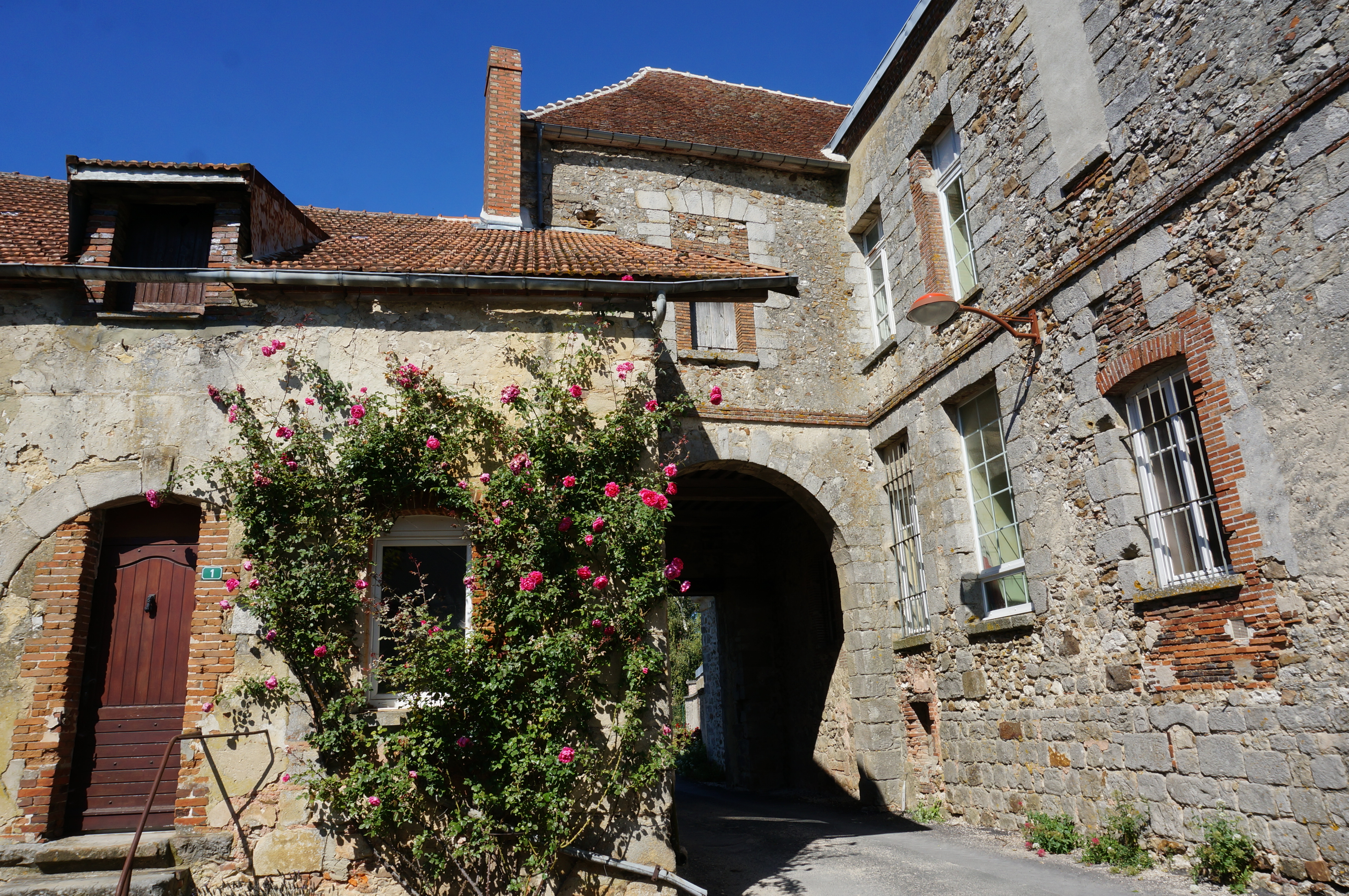
Porte du château.
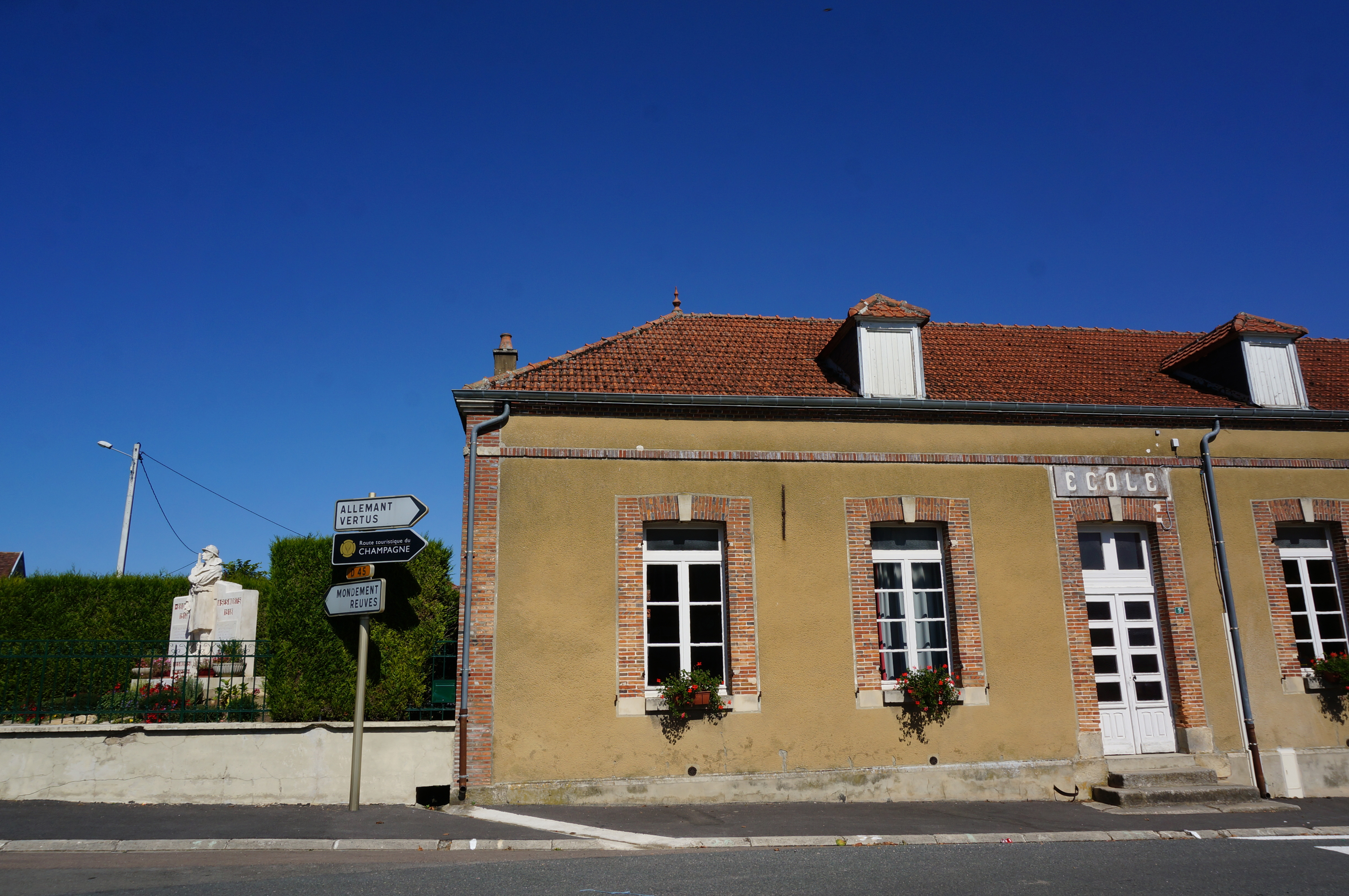
L'école et le monument aux morts des deux guerres mondiales.
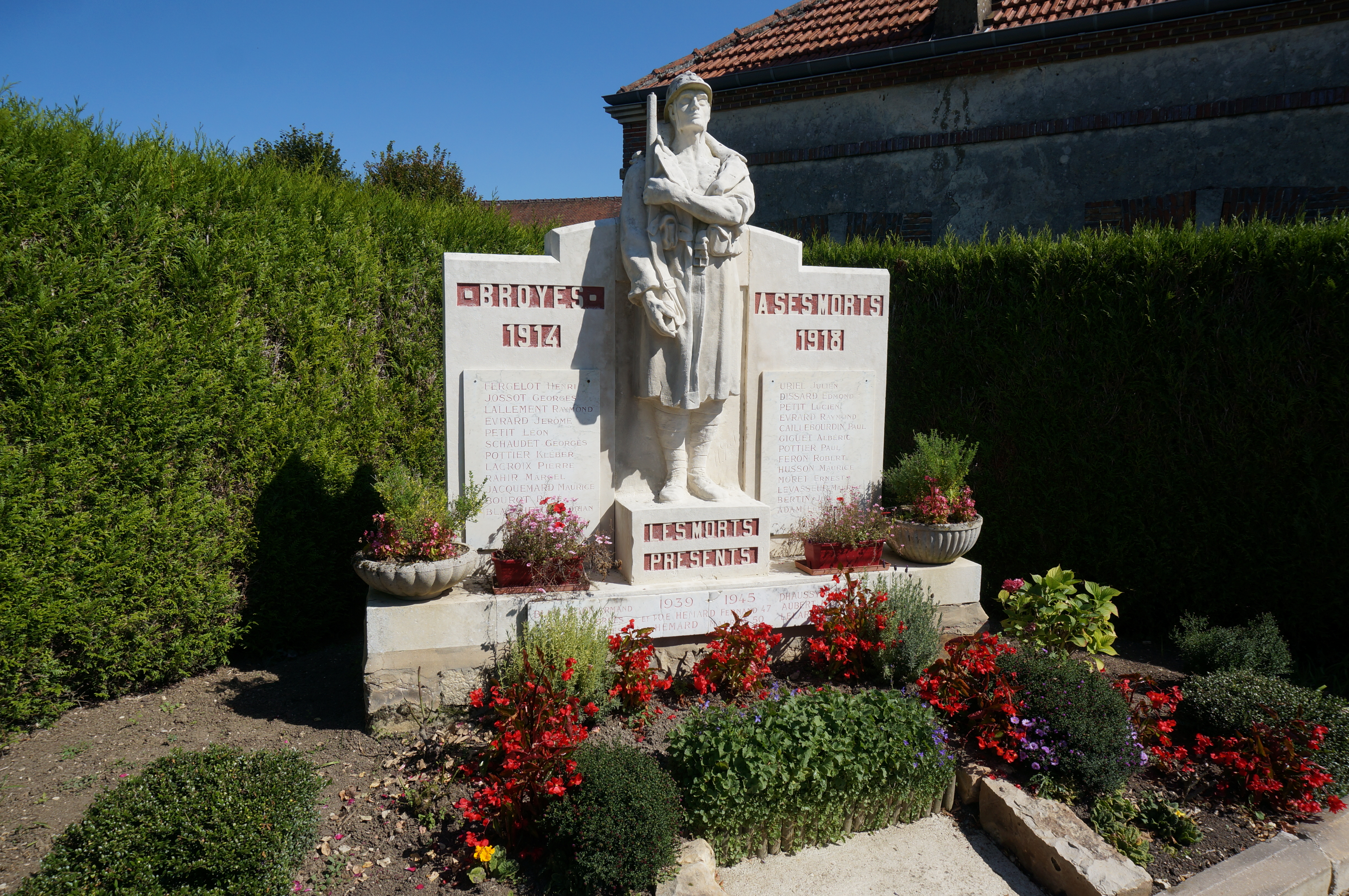
Le monument aux morts des deux guerres mondiales.
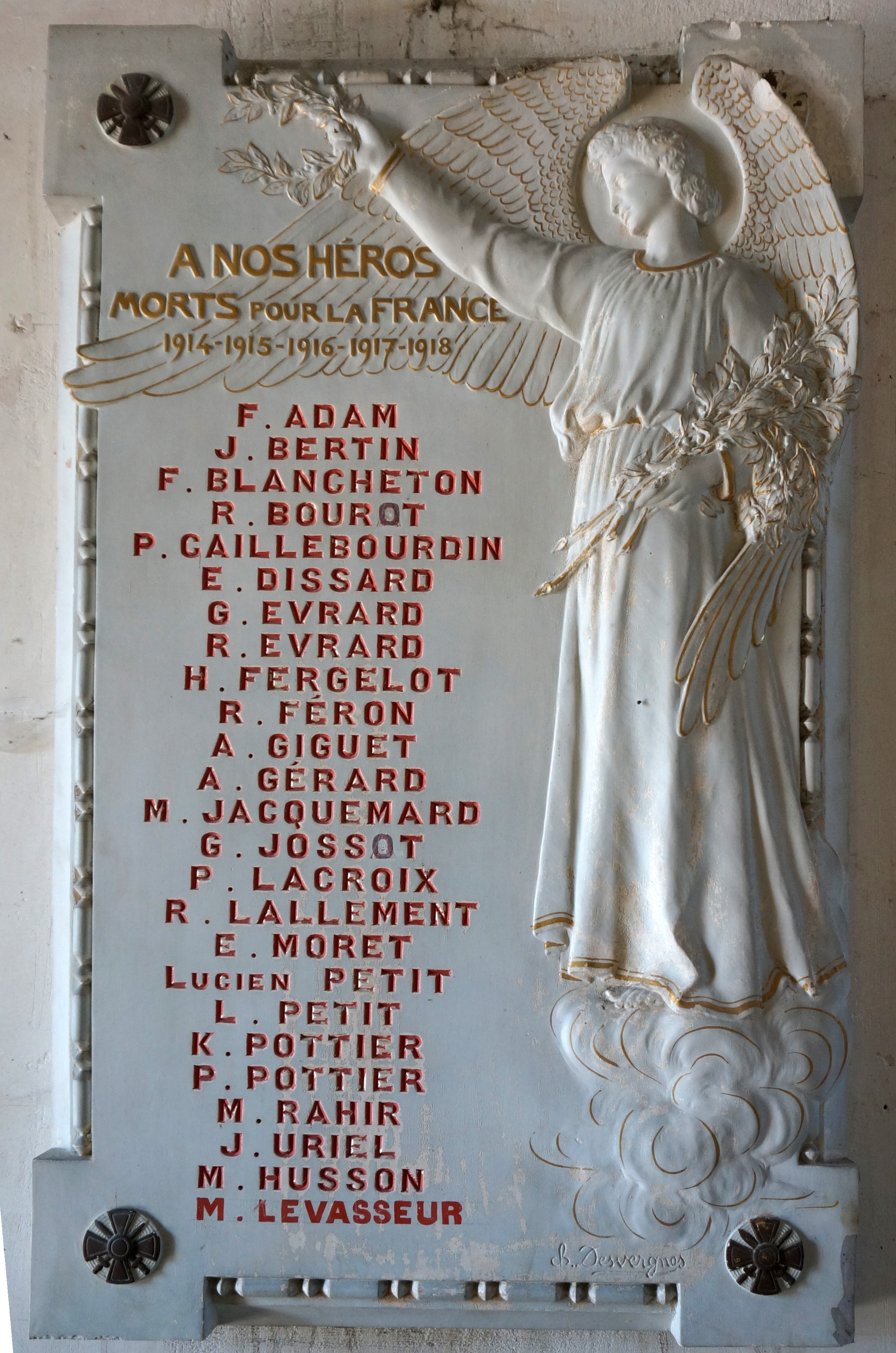
Dans l'église, la stèle commémorative aux morts de la Première Guerre mondiale.

### Personnalités liées à la commune
- Le curé de Broyes, Joseph Alexandre Benjamin Hurault, fut député aux États généraux de 1789 comme représentant du clergé.
- Au centre du village, deux plaques[25] rappellent la mémoire de deux résistants FFI tués lors des combats à Broyes pour la Libération, le 27 août 1944 :
  - Georges Sand[26] (avec un « s » à « George », cette homophonie avec la célèbre femme de lettres George Sand, sans « s » à « George », sert souvent de question pour des rallyes touristiques automobiles). Une rue de la commune de Broyes porte le nom de ce résistant.
  - Robert Jouare.
- Louis Harlet, général de brigade sous le Premier Empire, fut élevé au rang de baron par Napoléon Ier. Une rue du village porte son nom.
- Renaud de Broyes, croisé, participa à la croisade populaire dirigée par Pierre l'Ermite en 1096. Il meurt en septembre 1096 à Nicée[réf. nécessaire].
- Clarembaud de Broyes, archevêque de Tyr au début du XIIIe siècle.

### Héraldique
| Armes de Broyes | Les armes de la commune se blasonnent ainsi : d'azur aux trois broyes d'or rangées en pal. |